# ウェンデル・ローロフス
ウェンデル・ローロフス（Wendell L. Roelofs, 1938年 - ）は、アメリカ合衆国の化学者。昆虫の性フェロモンを初めて特定したことで知られる。ローロフスは、性フェロモンを単離し、特定する微量化学分析手法を確立した。彼は1960年にアイオワ州ペラのセントラル大学で化学の学士号を得て、1964年にはインディアナ大学で有機化学の博士号を取得した。現在はコーネル大学の昆虫学部で、昆虫生化学の教授を務めている。
1982年にウルフ賞農業部門、1983年にアメリカ国家科学賞を受賞した。